# Jānis Endzelīns

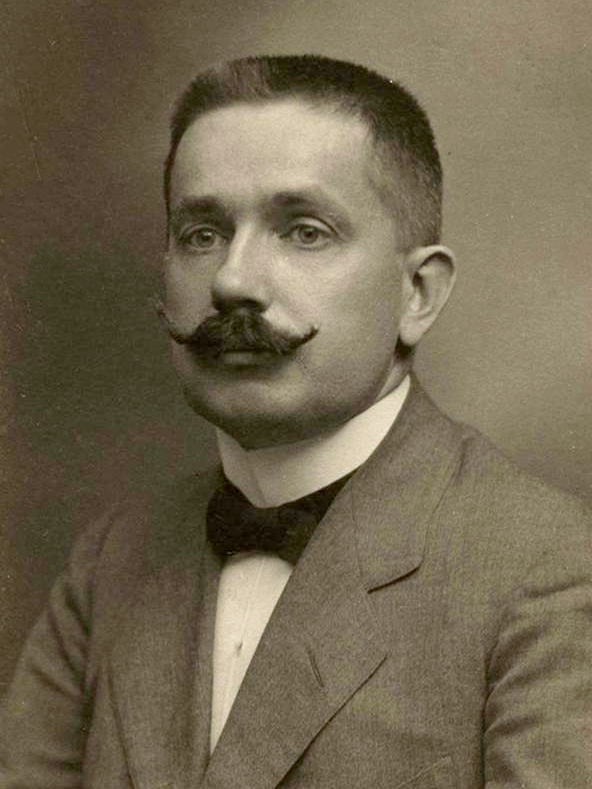
Jānis Endzelīns

Jānis Endzelīns (deutsch Janis Endzelin; * 22. Februar 1873 im Gehöft Mičkēni bei Mūrmuiža, Gouvernement Livland; † 1. Juli 1961 in Koknese) war ein lettischer Linguist.

## Leben
Jānis Endzelīns studierte Philologie an der Kaiserlichen Universität Dorpat und war dort als Professor tätig. 1907 gaben er und Kārlis Mīlenbahs die erste wirklich wissenschaftliche Grammatik der lettischen Sprache heraus. Von 1909 bis 1920 arbeitete er dann an der Universität Charkow und danach bis 1961 an der Universität Lettlands in Riga. 1926 wurde er zum korrespondierenden Mitglied der Göttinger Akademie der Wissenschaften gewählt. Die Akademie der Wissenschaften der UdSSR nahm ihn 1929 als korrespondierendes Mitglied auf. Als führender lettischer Philologe seiner Zeit war er maßgeblich an der Entwicklung der lettischen Sprache im 20. Jahrhundert beteiligt. Auch das jetzige Lettische Alphabet geht auf ihn zurück.

## Ehrungen
- Die Grundschule in Kauguri trägt als Jāņa Endzelīna Kauguru pamatskola seinen Namen.
- Seit 1967 gibt es einen Jānis-Endzelīns-Preis der heute von der Lettischen Akademie der Wissenschaften vergeben wird.

## Familie
Endzelins war der Vater des lettischen Schachspielers Lūcijs Endzelīns, dessen Ehefrau die mehrfache lettische Schachmeisterin Milda Lauberte war.

## Veröffentlichungen (Auswahl)
- "Latviešu gramatika" (1907) mit K. Mīlenbahs
- "Славяно-балтийские этюды" (Dissertation 1912)
- "Lettische Grammatik" (1922)
- "Latvijas vietu vārdi" (1-2, 1922-25) mit A. Ābels, J. Kauliņs, P. Šmits
- "Latviešu valodas skaņas un formas" (1938)
- Tacita darba "Ģermānija" tulkojums (1938)
- "Altpreussische Grammatik" (1944)
- "Ievads baltu filoloģijā" (1945)
- "Baltu valodu skaņas un formas" (1948)
- "Baltų kalbų garsai ir formos" (litauisch, 1957)
- "Latvijas PSR vietvārdi" (1-2, 1956-61)
- "Comparative Phonology and Morphology of the Baltic Languages" (angliski, 1971)[3]